# Teaonui Tehau
Teaonui Tehau (* 1. září 1992 Tahiti) je tahitský fotbalový útočník, který hrál za tahitské fotbalové kluby A.S. Vénus A.S. Dragon, A.S. Pirae a také hraje za tahitskou fotbalovou reprezentaci. Je bratrancem Alvina, Lorenza a Jonathana Tehauových, kteří také reprezentují Tahiti.
Byl členem týmu, který vyhrál Oceánský pohár národů 2012.